# Stephen W. Burns
Stephen W. Burns(Elkins Park—PA, 15 de Novembro de 1954 — Santa Bárbara—CA, 22 de Fevereiro de 1990) foi um ator americano.
Em sua breve carreira, Burns destacou-se por suas participações em Herbie Goes Bananas e The Thorn Birds. Também participou de diversas séries de televisão. Em 1984, Stephen sofreu um grave acidente automobilístico, em virtude do qual necessitou receber uma transfusão de sangue; da qual contraiu o vírus do HIV.
Faleceu em 1990, devido a complicações de doenças relacionadas à AIDS.

## Filmografia
Filmografia do atorː
| ANO  | TÍTULO                   | PERSONAGEM          | OBSERVAÇÕES   |
| ---- | ------------------------ | ------------------- | ------------- |
| 1987 | Werewolf                 | padre Mark          | série — 1ep.  |
| 1987 | Simon & Simon            | David Jenner        | série — 1ep.  |
| 1987 | Heart of the City        | Del Ruth            | série — 1ep.  |
| 1986 | Spiker                   | Sonny Reston        | Filme         |
| 1983 | The Thorn Birds          | Jack Cleary         | série — 3eps. |
| 1982 | The Day the Bubble Burst |                     | filme         |
| 1981 | 240-Robert               | xerife Brett Cuerva | série — 3eps. |
| 1980 | Herbie Goes Bananas      | Pete Stancheck      | filme         |
| 1979 | Eight is Enough          | Dixon               | série — 1ep.  |